# Schweizer Hochschulmeisterschaft im Ski Alpin 1926
Die 2. Schweizer Hochschulmeisterschaft im Ski Alpin (damals: Universitäts-Skiwettkämpfe) fand vom 16. bis 17. Januar 1926 in Pontresina (Graubünden) statt. Organisiert wurde das Rennen vom Schweizerischen Akademischen Skiclub.

## Programm
| Tag     | Datum           | Zeit      | Disziplin         |
| ------- | --------------- | --------- | ----------------- |
| Samstag | 16. Januar 1926 | 11:00 Uhr | Weichschneeslalom |
| Samstag | 16. Januar 1926 | 15:00 Uhr | Seilabfahrt       |
| Samstag | 16. Januar 1926 | Abend     | Hartschneeslalom  |
| Sonntag | 17. Januar 1926 | 8:30 Uhr  | Abfahrt           |

## Ergebnisse

### Abfahrt
| Platz | Universität          | Sportler        | Zeit (min) |
| ----- | -------------------- | --------------- | ---------- |
| 01    | ETH Zürich           | Guido Reuge     | 8:52       |
| 02    | Universität Zürich   | Walter Kümmerly | 8:54       |
| 03    | Universität Bern     | Walter Amstutz  | 9:01       |
| 04    | Universität Lausanne | R.B. McConnell  | 9:06       |

Datum: 16. Januar 1926, 8:30 Uhr 

Höhenunterschied: 800 m 

13 Läufer am Start, davon 6 klassiert.
Titelverteidiger:  Universität Bern Walter Amstutz

### Seilabfahrt
| Platz | Universität          | Sportler           | Sportler        | Zeit (min) |
| ----- | -------------------- | ------------------ | --------------- | ---------- |
| 01    | Universität Zürich   | Walter von Stockar | André Roch      | 1:52,5     |
| 02    | ETH Zürich           | Hermann Steiger    | Walter Kümmerly | 1:55,4     |
| 03    | Universität Lausanne | Anton von Salis    | R.B. McConnell  | 2:09,0     |
| 04    | Universität Bern     | Paul Stein         | Steinegger      | 2:10,3     |

Kürzeste Zeit außer Konkurrenz:  Universität Bern Walter Amstutz & Gurtner
Datum: 16. Januar 1926, 15:00 Uhr
Titelverteidiger: 1. Austragung

### Hartschneeslalom
| Platz | Universität          | Sportler       | Zeit (min) |
| ----- | -------------------- | -------------- | ---------- |
| 01    | ETH Zürich           | Guido Reuge    |            |
| 02    | Universität Bern     | Walter Amstutz |            |
| 03    | Universität Lausanne | R.B. McConnell |            |

Datum: 16. Januar 1926, 11:00 Uhr

22 Läufer am Start.
Titelverteidiger:  Universität Bern Walter Amstutz

### Weichschneeslalom
| Platz | Universität            | Sportler           | Zeit (min) |
| ----- | ---------------------- | ------------------ | ---------- |
| 01    | Universität Bern       | Walter Amstutz     |            |
| 0?    | ETH Zürich             | Guido Reuge        |            |
| 0?    | ETH Zürich             | Walter Kümmerly    |            |
| 0?    | ETH Zürich             | André Roch         |            |
| 0?    | Universität Lausanne   | R.B. McConnell     |            |
| 0?    | ETH Zürich             | Hermann Steiger    |            |
| 0?    | Universität St. Gallen | Amstein            |            |
| 0?    | Universität Zürich     | Walter von Stockar |            |

Datum: 16. Januar 1926, Abends

21 Läufer am Start.
Titelverteidiger:  Universität Bern Walter Amstutz & W. Richardet

### Schweizerische Akademische Skimeisterschaft
| Platz | Universität          | Sportler        | Note  |
| ----- | -------------------- | --------------- | ----- |
| 01    | Universität Bern     | Walter Amstutz  | 1,020 |
| 02    | ETH Zürich           | Guido Reuge     | 1,092 |
| 03    | ETH Zürich           | Walter Kümmerly | 1,152 |
| 04    | Universität Lausanne | R.B. McConnell  | 1,163 |
| 05    | ETH Zürich           | André Roch      | 1,206 |
| 06    | ETH Zürich           | Hermann Steiger | 1,425 |

Datum: 16. – 17. Januar 1926

Addition der Zeiten der Abfahrt und Der Slalomläufe
Titelverteidiger:  Universität Bern Walter Amstutz